# Max Benirschke
Maximilian August Benirschke (* 7. Mai 1880 in Wien; † 28. September 1961 in Düsseldorf) war ein österreichischer Architekt, Kunsthandwerker, Illustrator, Hochschullehrer und Anthroposoph.

## Leben
Benirschke wuchs naturverbunden auf dem Familienhof in Mähren (Cisleithanien, Österreich-Ungarn) auf. Seine Eltern waren Willibald Benirschke (1837–1897) und dessen Ehefrau Theresia (1845–1931), Tochter des Gutsverwalters Josef Englisch aus Mährisch Schönberg. Dort hatten sich die Eltern Benirschkes mit ihren vielen Kindern niedergelassen, nachdem der Vater, „Bureau-Chef“ der k.k. Staatsbahnen in Wien, pensioniert worden war. Ein älterer Bruder von Max Benirschke war Karl Johann Benirschke, der ebenfalls Architekt wurde.
Nach dem Gymnasium besuchte Benirschke in den Jahren 1895 bis 1897 zunächst eine Fachklasse für Weberei in Mährisch Schönberg. Im Alter von 18 Jahren ging er dann auf die Kunstgewerbeschule Wien, wo unter anderem Alfred Roller, Willibald Schulmeister und Josef Hoffmann seine Lehrer waren. Dank seines Eifers und seiner Begabung avancierte er zu einem Lieblingsschüler Hoffmanns. Benirschke erhielt Stipendien für Studienfahrten. Arbeiten von ihm, insbesondere innenarchitektonische Entwürfe, wurden in Zeitschriften veröffentlicht, etwa in der secessionistischen Zeitschrift Ver Sacrum aus Wien und in dem Münchener Periodikum Die Kunst. Ferner konnte er ein eigenes Atelier einrichten. Unter anderem gestaltete Benirschke in jener Zeit Jugendstil-Muster für Teppiche, Polsterstoffe und Tapeten der Firma Joh. Backhausen & Söhne. Diese Muster waren durch Naturfotografien Martin Gerlachs inspiriert. Ein erster Bauauftrag war die Renovierung des „Bründlhauses“ der Familie Teutschmann in Kirchschlag bei Linz.
Als im Jahr 1903 der deutsche Architekt Peter Behrens nach Wien kam und Lehrer für die Kunstgewerbeschule Düsseldorf suchte, empfahl Hoffmann seinen Lieblingsschüler. Benirschke erhielt so eine Stelle als Kunstgewerbelehrer. Neben Behrens, Josef Bruckmüller, Rudolf Bosselt, Fritz Helmuth Ehmcke und Johannes Ludovicus Mathieu Lauweriks gab er der Kunstgewerbeschule Düsseldorf neue Impulse. Bernischkes spezielle Aufgabe war es dort, die Vorbereitungsklasse B und die Klasse für Architekturzeichnung zu unterrichten. Außerhalb seines Lehramts entwarf er Muster für Linkrusta, Möbel und Schmuck, gestaltete er Kunstausstellungen und baute Kirchen, Gemeinde- und Wohnhäuser. Bei der Auflösung der Kunstgewerbeschule, die mit Ablauf des Schuljahrs 1918/1919 eintrat, wurde Benirschke nicht wie andere Lehrerkollegen in die Architekturabteilung der Kunstakademie Düsseldorf übernommen. In den 1920er und 1930er Jahren war er an der Handwerkerschule der Städtischen Fach- und Berufsschulen Düsseldorf als Studienrat beschäftigt. Nach der Machtübernahme Adolf Hitlers wurde ihm 1934 die Lehr- und Bauerlaubnis entzogen. Als Architekt wirkte er weiterhin in Düsseldorf.
Am 30. November 1904 begegnete Benirschke dem Publizisten und Esoteriker Rudolf Steiner, als dieser einen Vortrag in Düsseldorf hielt. Beeindruckt von dessen Lehre, der Theosophie, schloss er sich einem entsprechenden Arbeitskreis an und besuchte alle Vorträge Steiners, die in der Nähe Düsseldorfs stattfanden. Auch der Architekt Bernhard Weyrather, der in Benirschkes Düsseldorfer Architekturbüro arbeitete, kam mit der Lehre Steiners in Kontakt. Dies beeinflusste fortan die Architektur beider. Am 28. August 1913 wirkte Benirschke an der allerersten Eurythmie-Vorführung in München mit. Die Vorführung war zuvor unter Leitung von Lory Smits auf Haus Meer in Büderich bei Düsseldorf eingeübt und mit Steiner abgestimmt worden. Steiners Konzepte unterstützte Benirschke auch organisatorisch, 1919 bis 1928 als Zweigleiter (als Nachfolger von Lory Smits’ Mutter, Clara Smits), 1919 als Ortsgruppenleiter der Dreigliederungsarbeit in Düsseldorf. Neben dem „Zweighaus“, das 1920/1921 in Düsseldorf-Flingern eröffnet wurde, baute er einen Eurythmie-Saal mit Oberlicht.
Nach dem Zweiten Weltkrieg, im Jahr 1946, begann Benirschke mit dem Aufbau der anthroposophischen Arbeit in der britischen Besatzungszone, ab Mai 1947 zusammen mit Carl Brestowsky (1896–1974), Josef Deibele und anderen in Führungsfunktion. Benirschke hielt zahlreiche Vorträge, Kurse und leitete Arbeitskreise. Im Jahr 1948 kam in einem dieser Arbeitskreise auch der Künstler Joseph Beuys mit der Anthroposophie in Berührung, was dessen Kunstbegriff erweiterte. Bald wurde Benirschke Mitglied des Vertreterkreises der deutschen Landesgesellschaft der Anthroposophischen Gesellschaft. Als Lektor der Ersten Klasse unterrichtete er an der Freien Hochschule für Geisteswissenschaft. Dem Wirken der anthroposophischen Bewegung blieb Benirschke zeitlebens verbunden.
1964 organisierte die Freie Hochschule für Geisteswissenschaften eine Benirschke-Gedächtnisausstellung: Im Blauen Saal des Goetheanums wurden seine Pläne und Entwürfe ausgestellt, etwa für Bahnhöfe und Flugzeughallen, sowie Studien zur Formen-Metamorphose und anderes.

## Werke (Auswahl)

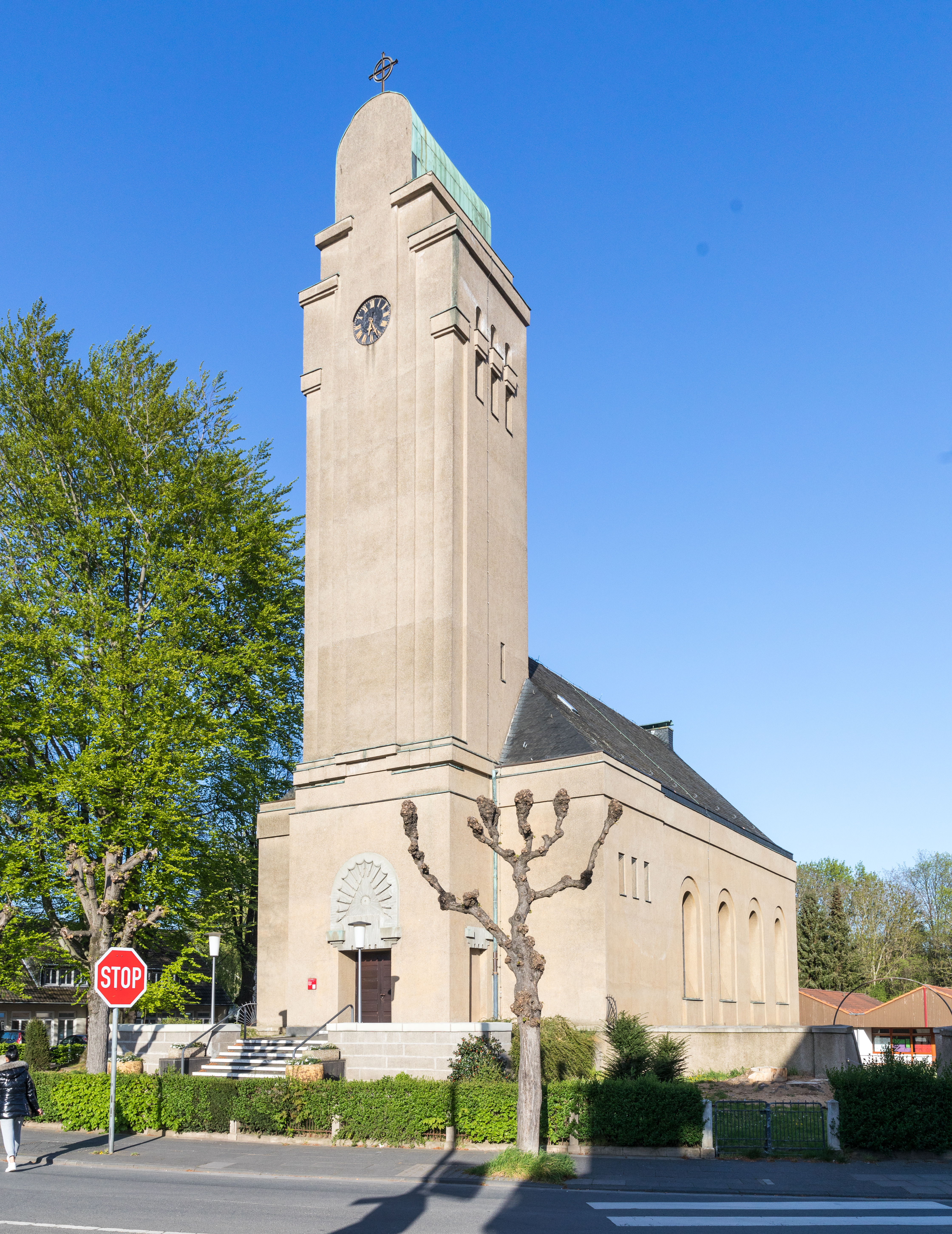
Turmfassade der Lukaskirche Köln-Porz

### Bauten
- 1905: Veranda der Villa Teutschmann in Kirchschlag bei Linz
- 1909: Fassade des städtischen Waisen- und Armenhauses in Bocholt[12]
- 1912: Entwurf für das Wohnhaus Dr. Dreher in Düsseldorf-Pempelfort, Alt-Pempelfort 7 (nicht erhalten)[13]
- 1912–1913: Evangelische Kirche Haarzopf mit Pfarrhaus in Essen-Haarzopf, Raadter Straße 79[14][15] (mit Entwurf der Farbverglasungen)[16] (unter Denkmalschutz)
- 1914–1927: evangelische Lukaskirche in Köln-Porz, Mühlenstraße[17][18][15]
- 1920/1921: Eurythmie-Saal im Garten des Hauses Ackerstraße 92 in Düsseldorf-Flingern[19]
- 1928: Villa Horzeyschy in Linz (Donau), Roseggerstraße 11

### Schriften

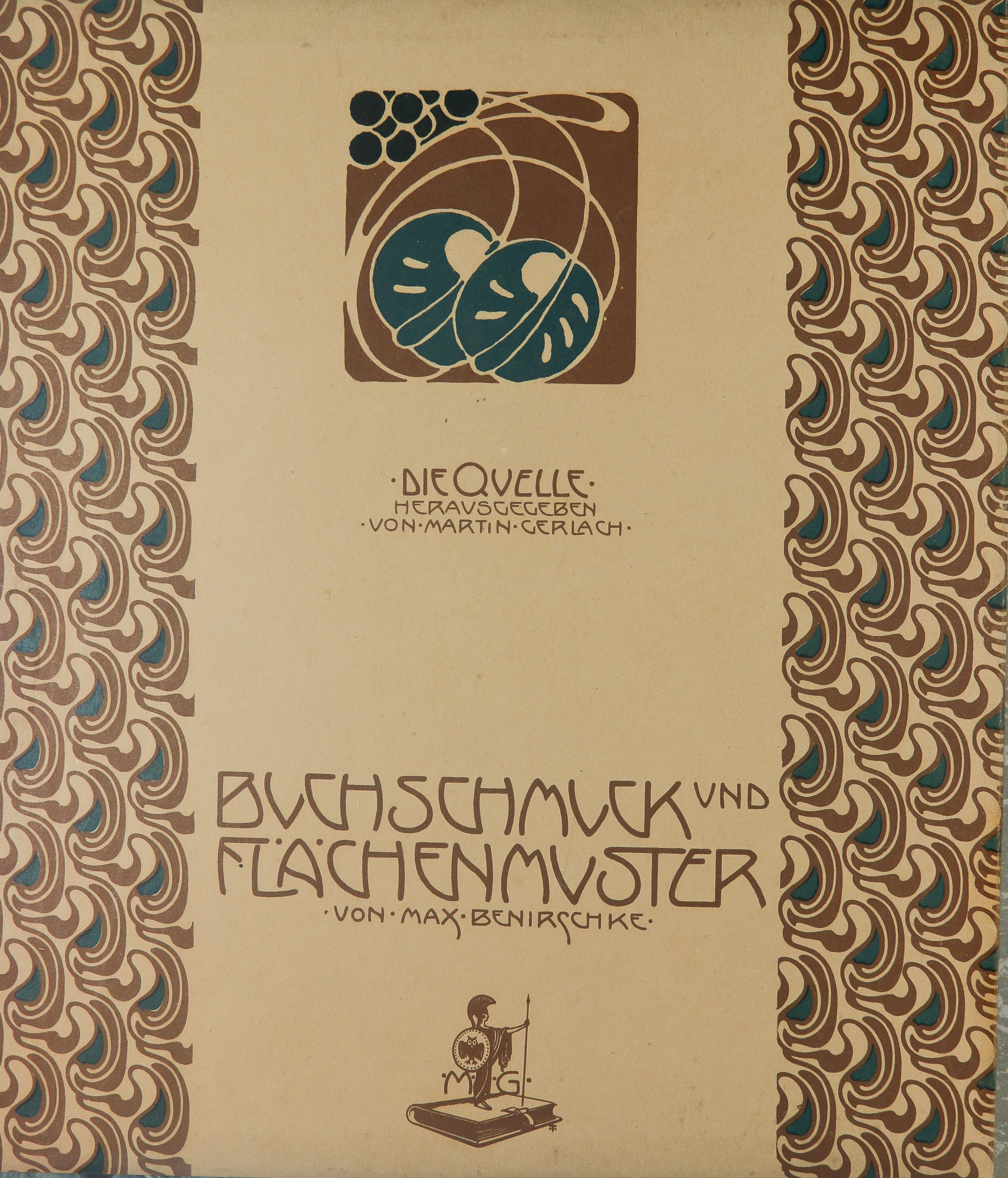
Titelblatt von Buchschmuck und Flächenmuster, 1900

- Buchschmuck und Flächenmuster. In: Martin Gerlach (Hrsg.): Die Quelle, Band II, Verlag Martin Gerlach, Wien und Leipzig 1900[20]
- Kunst und Technik – aus einem Briefe. In: Mitteilungen aus der anthroposophischen Arbeit in Deutschland, Michaeli 1960, S. 157 f.

### Illustrationen und Buchschmuck
- Joseph August Lux: Die moderne Wohnung und ihre Ausstattung. Wien/Leipzig 1904 (fünf Farbtafeln, mehrere Illustrationen)[21]

### Muster
- 1900: Jugendstilmuster Physalis (Motiv aus Physalisblüten)